# Evarcha digitata
Evarcha digitata là một loài nhện trong họ Salticidae.
Loài này thuộc chi Evarcha. Evarcha digitata được Peng & Li miêu tả năm 2002.